# Richmond County (Virginia)
Richmond County ist ein County im Bundesstaat Virginia der Vereinigten Staaten. Im Jahr 2020 hatte das County 8923 Einwohner und eine Bevölkerungsdichte von 18 Einwohnern pro Quadratkilometer. Der Verwaltungssitz (County Seat) ist Warsaw.

## Geographie
Richmond County liegt im Nordosten von Virginia, ist etwa 30 km von Maryland entfernt und hat eine Fläche von 560 Quadratkilometern, wovon 65 Quadratkilometer Wasserfläche sind. Es grenzt im Uhrzeigersinn an folgende Countys: Westmoreland County, Northumberland County, Lancaster County und Essex County.

## Geschichte
Gebildet wurde es 1692 aus Teilen des (alten) Rappahannock County.

## Demografische Daten

Alterspyramide des Richmond County

Nach der Volkszählung im Jahr 2000 lebten im Richmond County 8809 Menschen. Davon wohnten 1752 Personen in Sammelunterkünften, die anderen Einwohner lebten in 2937 Haushalten und 2000 Familien. Die Bevölkerungsdichte betrug 18 Einwohner pro Quadratkilometer. Ethnisch betrachtet setzte sich die Bevölkerung zusammen aus 64,77 Prozent Weißen, 33,17 Prozent Afroamerikanern, 0,09 Prozent amerikanischen Ureinwohnern, 0,32 Prozent Asiaten, 0,07 Prozent Bewohnern aus dem pazifischen Inselraum und 0,85 Prozent aus anderen ethnischen Gruppen; 0,73 Prozent stammten von zwei oder mehr ethnischen Gruppen ab. 2,10 Prozent der Bevölkerung waren spanischer oder lateinamerikanischer Abstammung.
Von den 2937 Haushalten hatten 27,2 Prozent Kinder und Jugendliche unter 18 Jahre, die bei ihnen lebten. 52,3 Prozent waren verheiratete, zusammenlebende Paare, 11,8 Prozent waren allein erziehende Mütter, 31,9 Prozent waren keine Familien, 28,3 Prozent waren Singlehaushalte und in 14,2 Prozent lebten Menschen im Alter von 65 Jahren oder darüber. Die Durchschnittshaushaltsgröße betrug 2,40 und die durchschnittliche Familiengröße lag bei 2,93 Personen.
Auf das gesamte County bezogen setzte sich die Bevölkerung zusammen aus 18,4 Prozent Einwohnern unter 18 Jahren, 8,0 Prozent zwischen 18 und 24 Jahren, 31,8 Prozent zwischen 25 und 44 Jahren, 24,1 Prozent zwischen 45 und 64 Jahren und 17,7 Prozent waren 65 Jahre alt oder darüber. Das Durchschnittsalter betrug 40 Jahre. Auf 100 weibliche Personen kamen 127,6 männliche Personen. Auf 100 Frauen im Alter von 18 Jahren oder darüber kamen statistisch 131,9 Männer.

Das jährliche Durchschnittseinkommen eines Haushalts betrug 33.026 USD, das Durchschnittseinkommen der Familien betrug 42.143 USD. Männer hatten ein Durchschnittseinkommen von 30.722 USD, Frauen 21.807 USD. Das Prokopfeinkommen betrug 16.675 USD. 11,9 Prozent der Familien und 15,4 Prozent der Bevölkerung lebten unterhalb der Armutsgrenze. Darunter waren 21,2 Prozent der Kinder und Jugendlichen unter 18 Jahren und 12,5 Prozent der Einwohner im Alter von 65 Jahren oder darüber.